# Болтрушко Павло Семенович
Павло Семенович Болтрушко (21 вересня 1894, село Бучелішки Молятської волості Ковенської губернії, тепер Литва — 12 лютого 1984, місто Вінниця) — радянський військовий та партійний діяч, 1-й секретар Вільнюського міського комітету КП(б) Литви. Депутат Верховної ради СРСР 1-го скликання (у 1941—1946 роках).

## Життєпис
З 1914 по 1917 рік служив у російській імперській армії, учасник Першої світової війни.
З 1917 по 1918 рік — у Червоній гвардії: учасник ліквідації заколоту Корнілова, захисник Петрограда від білогвардійців, учасник боїв з німецькими військами під Псковом.
Член РКП(б) з 1918 року.
З 1918 року —  на військово-політичній роботі в Червоній армії (РСЧА). До червня 1938 року — помічник командира 1-го стрілецького корпусу Ленінградського військового округу з політичної частини.
30 червня 1938 року заарештований органами НКВС, перебував у в'язниці. 11 березня 1939 року звільнений із ув'язнення.
У 1940—1941 роках — в.о. 1-го секретаря, 1-й секретар Вільнюського міського комітету КП(б) Литви.
У 1943—1944 роках — начальник відділу кадрів штабу Литовських партизанів.
У 1945—1955 роках — військовий комісар Вінницької області Української РСР.
З 1955 року — на пенсії. Помер 12 лютого 1984 року в місті Вінниці.

## Нагороди
- орден Леніна
- три ордени Червоного Прапора
- медаль «XX років Робітничо-Селянській Червоній Армії»
- медалі